# Chicago XIV
Chicago XIV è il dodicesimo album in studio del gruppo musicale statunitense Chicago, pubblicato nel 1980.

## Tracce
Side 1
1. Manipulation – 3:45
2. Upon Arrival – 3:48
3. Song for You – 3:41
4. Where Did the Lovin' Go – 4:06
5. Birthday Boy – 4:55

Side 2
1. Hold On – 4:15
2. Overnight Cafe – 4:19
3. Thunder and Lightning – 3:32
4. I'd Rather Be Rich – 3:08
5. The American Dream – 3:19

## Formazione

### Gruppo
- Peter Cetera – basso, voce, cori
- Laudir de Oliveira – percussioni
- Robert Lamm – tastiera, voce, cori
- Lee Loughnane – tromba, cori
- James Pankow – trombone, cori
- Walter Parazaider – legni
- Danny Seraphine – batteria

### Altri musicisti
- David "Hawk" Wolinski – tastiera
- Ian Underwood – programmazioni
- Chris Pinnick – chitarra
- Mark Goldenberg – chitarra